# Tringa nebularia

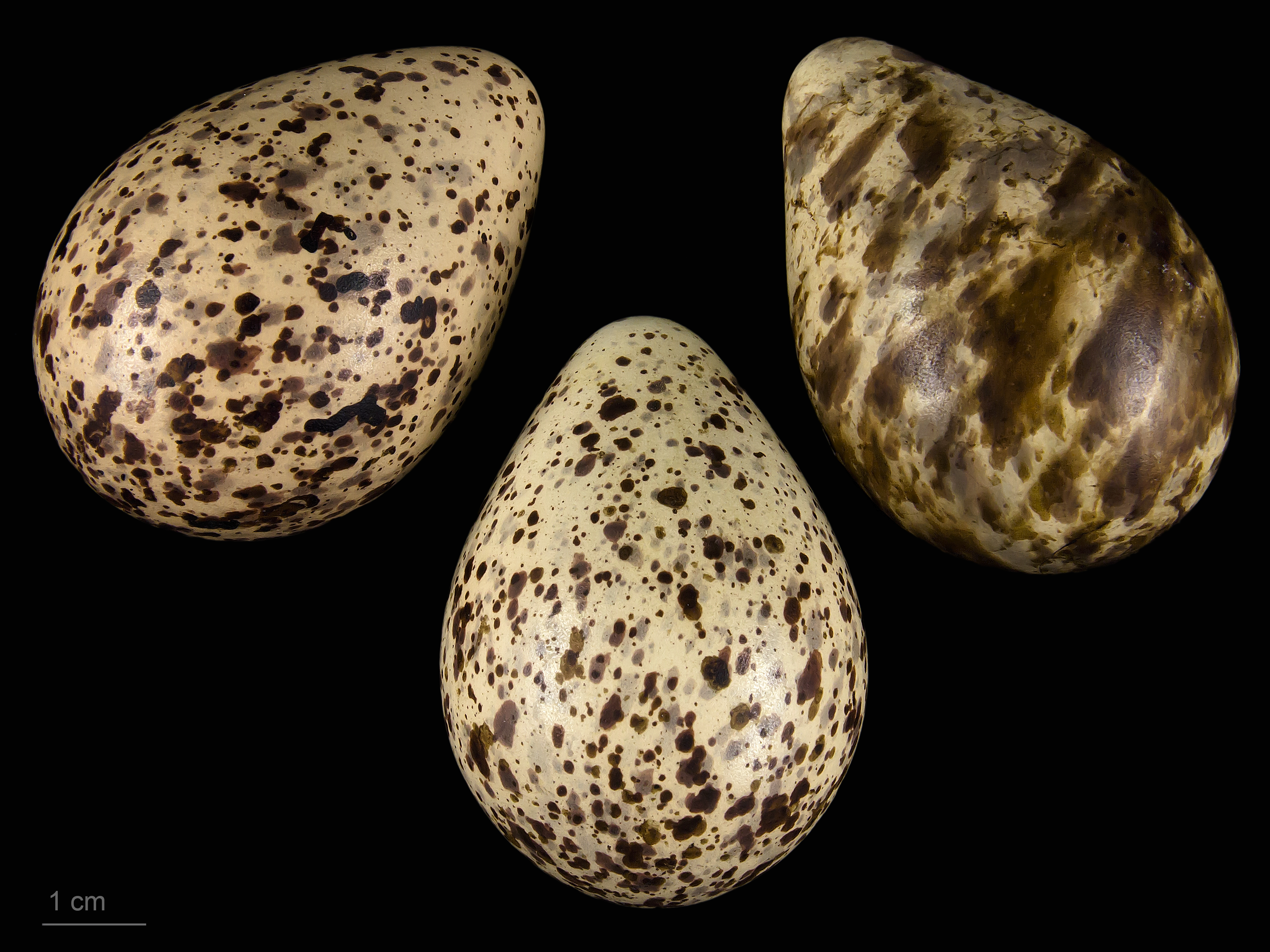
Tringa nebularia - MHNT

El archibebe claro (Tringa nebularia) es una especie de ave Charadriiforme de la familia Scolopacidae. Es un ave marina, de aspecto delicado y elegante, con patas y pico muy largos. Es un limícola localizable por sus reclamos ruidosos, sonoros, monocordes.

## Distribución
Es una ave ampliamente distribuida por Eurasia y África.

## Historia natural
Anida en una depresión en el suelo, cerca de troncos o piedras; lo hace de mayo a julio, en una nidada, poniendo cuatro huevos.
Se alimenta vadeando en aguas someras; gracias a su largo pico, captura fácilmente peces, gusanos, insectos y crustáceos.
Cría en marismas cerca de las charcas al noroeste de Europa; en migración, se le ve en pantanos, marjales y prados inundados.